# 物理学杂志A
《物理学杂志A：数学物理与理论物理》（英語：Journal of Physics A: Mathematical and Theoretical），是由英国物理学会出版发行的一个学术性期刊，为《物理学杂志》系列中的一辑，主要领域为数学物理及理论物理学。